# Головин, Евгений Всеволодович
Евге́ний Все́володович Голови́н (26 августа 1938 — 29 октября 2010) — русский писатель, поэт, переводчик и литературовед. Оккультист, специалист по эзотерике, знаток алхимии, мистик. Автор песен, культуролог и филолог.

## Биография
Происходил из русского аристократического рода Головиных. С Юрием Мамлеевым и Гейдаром Джемалем входил в так называемый «Южинский кружок» — круг общения, собиравшийся в Южинском переулке в Москве, в коммунальной квартире, в которой жил Мамлеев.
Исследователь традиционалистских доктрин, лидер «московского мистического подполья» 1960—1980-х годов.
Был главным редактором журнала «Splendor Solis» («Блеск Солнца»), куратором книжной серии «Гарфанг» (литература беспокойного присутствия).
В 1974 году организовал и возглавил кружок «Чёрный орден SS». Кружок состоял из бывших членов «Южинского кружка» писателя Юрия Мамлеева.
Песни на тексты Евгения Головина исполняли Василий Шумов с группой «Центр», Александр Ф. Скляр с группой «Ва-банкъ», Вячеслав Бутусов с музыкантами группы «Кино» (альбом «Звёздный падл»), группа «Браво». Исполнение в 2015 г. романса Максима Трефана в РАМ им. Гнесиных ввело тексты Головина в круг академической музыки..
В 1990-х годах Головин принимал участие в группе «Центр» и написал большой труд, посвящённый этой группе — книгу «Сентиментальное бешенство рок-н-ролла».
В книгах Константина Сереброва «Мистический андеграунд» и Олега Синельника « Мандрапапула, или Тропами падших комет» был выписан в образе адмирала.
Читал лекции по алхимии и эзотерике в «Новом Университете» Александра Дугина.
Похоронен на Волковском кладбище (Мытищи).

## Творчество
В своих интеллектуальных исследованиях ориентировался прежде всего на неоплатоническую традицию, философию герметизма и творчество «проклятых поэтов». Находился под влиянием традиционализма, прежде всего, Рене Генона, работа которого «Царство количества и знамения времени», произвела на него «невыразимое впечатление». Некоторое время спустя страсть к Генону утихла, по его словам, как «к человеку, который с небес в трубу что-то вещает нам, смертным и ничтожным». Несмотря на это стал одним из первых советских интеллектуалов, находившимся под рецепцией крайне правых и консервативных мыслителей Запада, что сказалось на интеллектуальном самосознании советского эзотерического андеграунда.

## Электронные тексты
- Труды Архивная копия от 7 января 2007 на Wayback Machine — избранные труды
- «Сентиментальное бешенство Рок-н-Ролла» — zip-архив, на официальном сайте «Центра»
- Головин «в одном флаконе» Архивная копия от 24 сентября 2021 на Wayback Machine — Архив Трудов Архивная копия от 7 января 2007 на Wayback Machine
- Головин Е. Приближение к Снежной Королеве. М.: Арктогея-Центр, 2003, — 479 с. Часть 1 (недоступная ссылка) ISBN 5-8186-0019-X, Часть 2 (недоступная ссылка), Часть 3 (недоступная ссылка), Часть 4 (недоступная ссылка)

## Неполный список работ
Источник: Труды Архивная копия от 7 января 2007 на Wayback Machine (на сайте evrazia).
- «Артюр Рембо и неоплатоническая традиция»
- «Франсуа Рабле: алхимический вояж к Дионису»
- «Чёрные птицы Густава Майринка»
- «Муравьиный лик» (Якоб Бёме о грехопадении)
- «Артюр Рембо и открытая герметика»
- «Вокруг да около неистинных горизонтов»
- «Ослепительный мрак язычества»
- «Правда и ложь бессмертия»
- «Mannerism»
- «Алхимия в современном мире: возрождение или профанация?»
- «Джон Ди и конец магического мира»
- «Антарктида: синоним бездны»
- «Сентиментальное бешенство рок-н-ролла»
- «Георг Тракль. Гипотеза № 1»